# San Marino
San Marino, oficiálně Republika San Marino (italsky Serenissima Repubblica di San Marino – doslova „Nejvznešenější republika sv. Marina“, česky také Nejvznešenější republika San Marino), je nejstarší existující zastupitelská republika a jihoevropský mikrostát. Nachází se na severovýchodní straně Apenin, ze všech stran obklopený Itálií; je vnitrozemským státem, avšak jeho severovýchodní cíp je vzdálen jen 10 km od pobřeží Jaderského moře. S rozlohou 61 km² a počtem obyvatel asi 35 000 je pátým nejmenším státem na světě a druhým nejméně lidnatým v Evropě po Vatikánu. Hlavní město je stejnojmenné město San Marino, nacházející se na vrcholu hory Monte Titano, největším sídlem je Dogana. Úředním jazykem je italština.
Název země je odvozen od svatého Marina, kameníka z tehdejšího římského ostrova Rab v dnešním Chorvatsku. Podle legendárních vyprávění se narodil v roce 275 n. l., podílel se na obnově městských hradeb v Rimini po jejich zničení liburnskými piráty a později v roce 301 n. l. založil na hoře Monte Titano nezávislou mnišskou komunitu. San Marino se tak může pyšnit titulem nejstaršího dochovaného suverénního státu a zároveň nejstarší konstituční republiky. Neustále bylo v centru konfliktu mezi Rimini a Montefeltro, dokázalo uhájit svou nezávislost a postupem času dokonce rozšířit své území. Papež uznal suverenitu a nezávislost San Marina v roce 1631. Francie za Napoleona v roce 1797 byla první zemí, která oficiálně uznala nezávislost San Marina; další evropské země tak učinily v roce 1815 na Vídeňském kongresu. Navzdory své oficiální nezávislosti je San Marino do značné míry závislé na Itálii, po sjednocení Itálie v 19. století zůstalo zcela obklopeno jejím územím.
San Marino je parlamentní zastupitelská demokratická republika, hlavou státu jsou dva volení kapitáni-regenti.  Zákonodárnou moc má vláda a Velká generální rada. Ekonomika země je založena především na cestovním ruchu, bankovnictví a výrobě keramiky, textilií, nábytku, barev či lihovin; má jednu z nejnižších nezaměstnaností na světě. Podle hrubého domácího produktu v paritě kupní síly na obyvatele patří k nejbohatším zemím světa, v indexu lidského rozvoje se umístila na 42. místě. San Marino je prvním existujícím státem, který zrušil trest smrti. Je členem Organizace spojených národů, Rady Evropy a Latinské unie, nikoli však Evropské unie, ani eurozóny, nicméně používá jako svou měnu euro.

## Historie

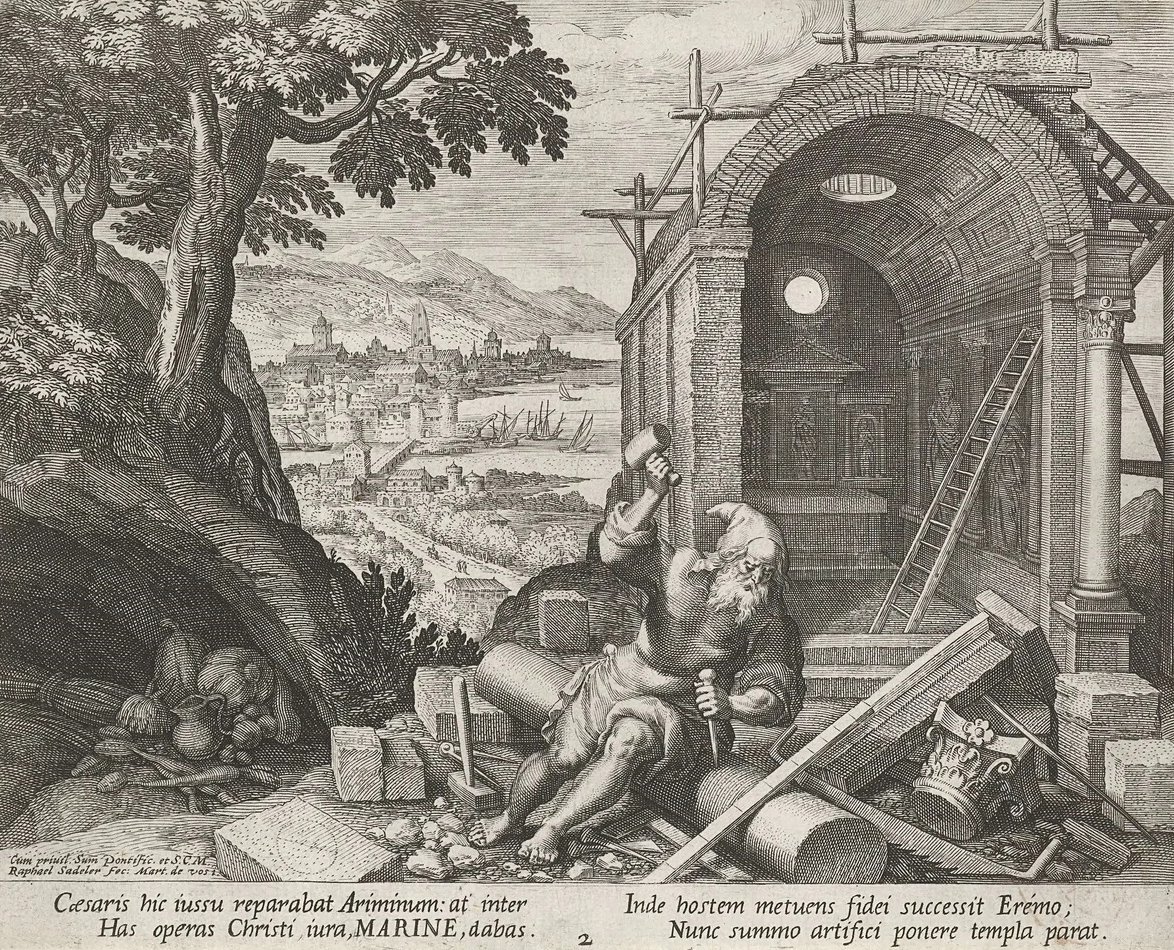
Svatý Marinus

San Marino je pravděpodobně nejstarší stále existující republikou na světě. Legendárním zakladatelem státu je Svatý Marinus, kameník z Loparu na jadranském ostrově Rabu, jenž je dnes součástí Chorvatska a v Marinově době byl součástí Římské říše. Marinus pracoval v Rimini a byl křesťanem. Poté, co římský císař Dioklecián zahájil pronásledování křesťanů, uprchl Marinus na horu Monte Titano, kde postavil malý kostel a založil tak dnešní město San Marino. Tradované datum založení je 3. září 301 a Sanmariňané ho berou za datum vzniku svého státu, byť město bylo ponejprve součástí Římské říše. 
V roce 1320 se k San Marinu připojila obec Chiesanuova, v roce 1463 pak obce Faetano, Fiorentino, Montegiardino a Serravalle. Od té doby se hranice země nezměnily. V roce 1503 Cesare Borgia, syn papeže Alexandra VI., okupoval republiku po dobu šesti měsíců, dokud nezasáhl nástupce jeho otce, papež Julius II., a neobnovil nezávislost země. V roce 1543 se republiku pokusil dobýt Fabiano di Monte San Savino, synovec pozdějšího papeže Julia III. Jeho vojsko se ale ztratilo v husté mlze, kterýžto zázrak Sanmariňané připsali svatému Kvirinovi, jehož svátek byl právě slaven.

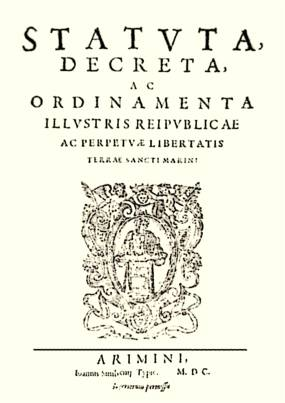
Statuta

8. října 1600 byla přijata takzvaná Statuta, první ústava, která stále tvoří základ právního rámce této země. Poté, co Papežský stát připojil vévodství Urbino v roce 1625, stalo se San Marino enklávou uvnitř Papežského státu, zcela jím obklopeno. Muselo tudíž požádat v roce 1631 o jeho formální ochranu, přesto papežové nikdy plnou kontrolu nad San Marinem nezískali. Země byla sice obsazena 17. října 1739 papežským legátem v Ravenně, kardinálem Giuliem Alberonim, ale nezávislost byla obnovena papežem Klementem XII., a to 5. února 1740, na svátek svaté Agáty, která se poté stala patronkou země.
Od roku 1787 lze mluvit v San Marinu o demokraticky volené vládě, takže země patří k nejstarším demokraciím v Evropě.
Hrozbu představovalo Napoleonovo tažení v roce 1797, avšak tentokrát nezávislost země uhájil jeden z regentů Antonio Onofri, kterému se podařilo získat respekt a přátelství samotného Napoleona. Ten pak nejenže slíbil chránit nezávislost republiky, ale dokonce nabídl jejím regentům, že jeho vojska rozšíří sanmarinské území, což ale regenti odmítli. Skutečností nicméně je, že prostřednictvím Napoleona se Francie stala první zemí, která navázala se San Marinem diplomatické styky. Další evropské národy se připojily v roce 1815 na Vídeňském kongresu.
Od sjednocení Itálie v 19. století bylo San Marino Itálií plně obklopeno a jeho závislost na ní tudíž vzrostla. Přesto nebylo pohlceno, zásluha na čemž je připisována sjednotiteli Itálie Giuseppe Garibaldimu. On, stejně jako jeho žena Anita a mnoho dalších revolucionářů museli na čas najít útočiště v San Marinu před svými nepřáteli. Garibaldi zde získal i významnou pomoc, peníze a dodávky od občanů a vůdců San Marina, což umožnilo pokračování jeho kampaně za sjednocení. Na oplátku údajně Garibaldi garantoval, že San Marino bude vždy nezávislým svrchovaným státem.
Během první světové války, poté, co Itálie 23. května 1915 vypověděla válku Rakousko-Uhersku, vyhlásilo San Marino, že zůstává neutrální. To Itálie přijala s velkým podezřením, obávala se, že by se San Marino mohlo stát základnou rakouských špionů. Itálie se nejprve pokusila násilně usadit v zemi oddíl karabinierů, a poté přerušila všechny telefonní linky v zemi. Po této poloviční agresi se regenti částečně podvolili a vyslali dvacítku dobrovolníků bojovat po bok Italů na italskou frontu, z toho půlka byli lékaři provozující polní nemocnici Červeného kříže. Rakousko-Uhersko nicméně na to konto přerušilo se San Marinem diplomatické styky.

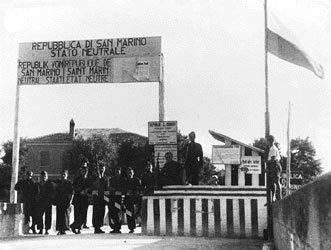
Hranice v roce 1944 zdůrazňující neutralitu země ve válce

Po válce trpělo San Marino vysokou mírou nezaměstnanosti a inflace, což způsobilo velké napětí ve společnosti. To byla voda na mlýn Sanmarinské fašistické strany (Partito Fascista Sammarinese), která byla založena v roce 1922 podle italského vzoru a rok poté se ujala vlády, již držela až do roku 1943 a pak znovu v roce 1944. V této době se sanmarinská politika podrobovala italské fašistické vládě Benita Mussoliniho, byť kupodivu ve druhé světové válce zůstalo San Marino neutrální, navzdory fámě, že vyhlásilo západním spojencům válku, již způsobila nepřesná zpráva v New York Times. Spojenci skutečně se San Marinem nakládali jako se součástí nepřátelské koalice, takže 26. června 1944 bylo San Marino bombardováno britským královským letectvem. Argument byl, že v zemi působí německá vojska, což sanmarinská vláda popřela. V září 1944 však bylo San Marino nakonec skutečně krátce okupováno německou armádou, která však byla poražena Spojenci v bitvě u San Marina.
Fašistická strana byla po válce zcela zdiskreditována, načež došlo ke zhoupnutí politického kyvadla prudce doleva. San Marino tak mělo první demokraticky zvolenou komunistickou vládu na světě - Komunistická strana San Marina (Partito Comunista Sammarinese) vládla v koalici se Socialistickou stranou (Partito Socialista Sammarinese) v letech 1945 až 1957. Přesto se v této době San Marino nestalo zemí východního bloku a neopustilo demokracii.
San Marino se stalo členem Rady Evropy v roce 1988 a Organizace spojených národů v roce 1992.

## Státní symboly

### Vlajka
Sanmarinská vlajka je tvořena listem o poměru stran 3:4 se dvěma vodorovnými pruhy, bílým a modrým. Ve středu vlajky je umístěn státní znak.

### Znak
Sanmarinský státní znak je tvořen modrým štítem
ve kterém jsou tři zelené hory s třemi stříbrnými věžemi. Každá z věží je ozdobena stříbrným pštrosím perem. Štít je obklopen dubovou a vavřínovou ratolestí. Na štít je položena koruna, pod ním je stuha s latinským nápisem „LIBERTAS” (česky Svoboda).

### Hymna
Sanmarinská hymna je
Inno Nazionale (česky Národní hymna). Autorem je italský houslista a skladatel Federico Consolo. Hymna nemá oficiální text.

## Geografie

Geografická mapa San Marina

San Marino  je uzavřená enkláva v Itálii v jižní Evropě, konkrétně téměř zcela provincií Rimini v regionu Emilia Romagna a pouze na úseku asi tří kilometrů na jihu provincií Pesaro a Urbino v regionu Marche. San Marino leží asi deset kilometrů od pobřeží Jaderského moře v Rimini. Jeho kopcovitý reliéf bez výrazných rovin je součástí Apenin. Nejvyšší bod země, vrchol Monte Titano, leží v nadmořské výšce 749 m n. m.; nejnižší bod je hladina řeky Ausa (ústící do Marecchia) v 55 m n. m. San Marino nemá žádné stojaté nebo tekoucí vodní plochy významné velikosti.
Je jednou ze tří zemí na světě, které jsou zcela obklopeny jednou další zemí. Dalšími dvěma jsou Vatikán, rovněž obklopený Itálií, a Lesotho, obklopené Jihoafrickou republikou. Po Vatikánu a Monaku je třetí nejmenší zemí v Evropě a pátou nejmenší zemí na světě.
Na území San Marina zasahuje terestrický ekoregion italských sklerotických a poloopadavých lesů, jehož průměrné skóre v indexu integrity lesních krajin pro rok 2019 činilo 0,01/10, čímž se země zařadila na poslední místo na světě ze 172 zemí.

### Podnebí
San Marino má vlhké subtropické podnebí (Köppenova klasifikace podnebí: Cfa) s určitými kontinentálními vlivy. Má teplá až horká léta a chladné zimy, typické pro vnitrozemské oblasti Apeninského poloostrova. Srážky jsou rozptýlené po celý rok a není zde žádný skutečně suchý měsíc. Sněhové srážky jsou časté a vydatné téměř každou zimu, zejména v nadmořské výšce nad 400-500 m.

## Politika

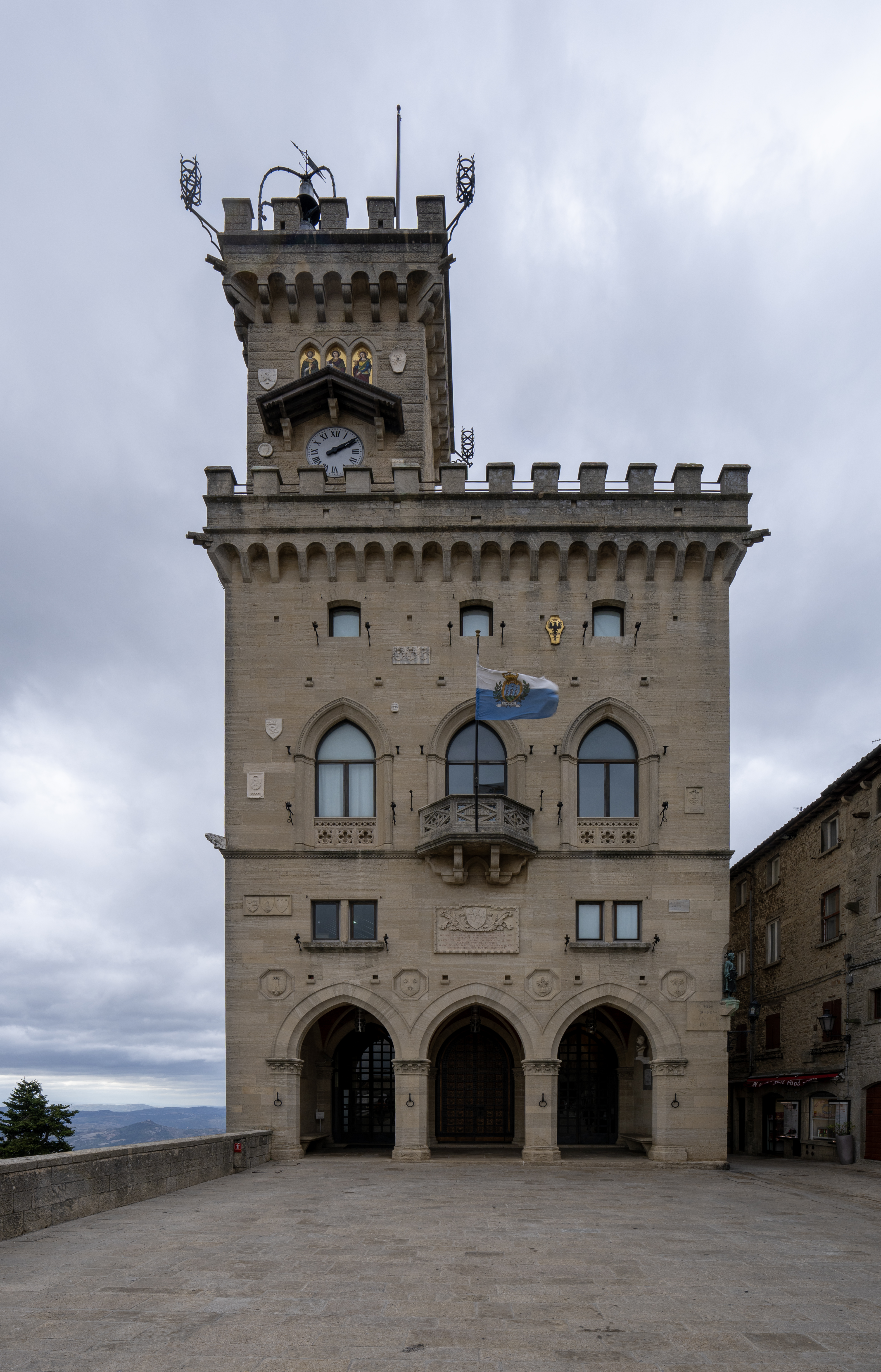
Palazzo Pubblico, sídlo vlády

Republika San Marino nemá výslovně kodifikovanou ústavu. Roku 1974 byla přijata Deklarace práv obyvatel, která je považována za základní instituční rámec republiky. Zároveň jsou stále v platnosti i Statuta z roku 1600, ta tak někdy bývají označována za nejstarší psanou stále platnou ústavu na světě.
Velká generální rada (šedesátičlenná) je volena všelidovým hlasováním každých 5 let. Volí ze svého středu dva kapitány-regenty, volí také Radu dvanácti.
Kapitáni-regenti (Capitani Reggenti) vykonávají funkci hlavy státu. Jsou voleni každých šest měsíců – 1. dubna a 1. října. Společně řídí Velkou generální radu (Consiglio Grande e Generale), Státní kongres a Radu dvanácti (Consiglio dei XII). Mají vůči sobě právo veta.
Státní kongres zastává výkonnou moc. Jde o vládu deseti ministrů - tří tajemníků a sedmi poslanců.
Rada dvanácti zastává funkci nejvyššího soudu. Soudci z důvodu nestrannosti nemohou být občany San Marina (výjimku tvoří pouze smírčí soudce). Funkční období rady trvá 5 let.

### Administrativní dělení
San Marino se dělí do devíti samosprávných jednotek, které se nazývají castelli.
San Marino tvoří jednu z částí a je zároveň hlavním městem státu. A dále osm menších samosprávných jednotek: Acquaviva, Borgo Maggiore, Chiesanuova, Domagnano, Faetano, Fiorentino, Montegiardino a Serravalle. Největším sídlem San Marina je Dogana, která je částí samosprávní obce Serravalle.

## Obyvatelstvo

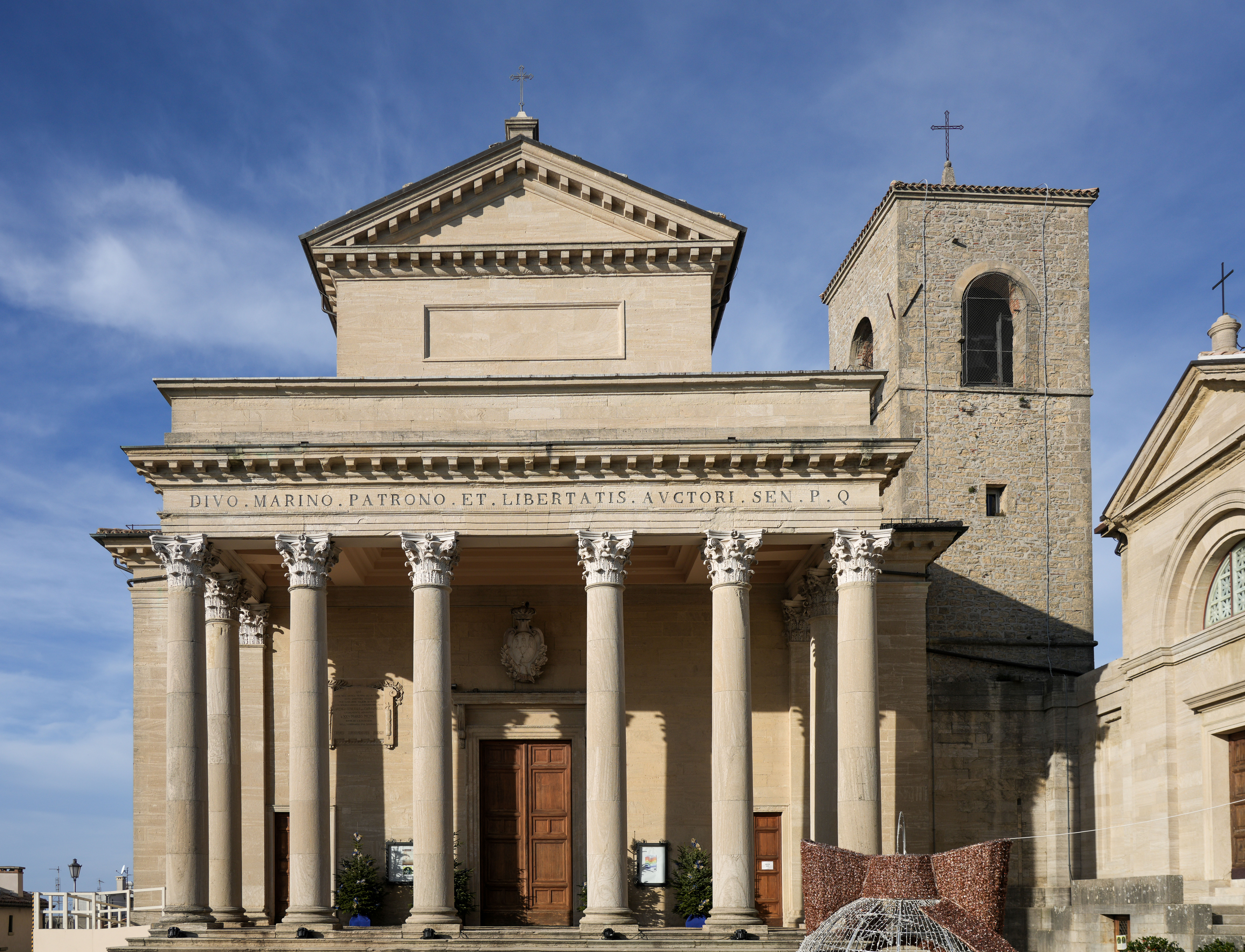
Basilica di San Marino, centrum katolicismu v zemi

San Marino má přibližně 33 000 obyvatel, přičemž 4 800 obyvatel pochází z jiné země. Občané San Marina mají jednu z nejvyšších průměrných délek života na světě. Obyvatelstvo tvoří z 83,8 % Sanmariňané (italsky sammarinesi), 13,7 % obyvatel se hlásí k národnosti italské. Dalších asi 13 000 státních příslušníků San Marina žije mimo území republiky, neztrácejí však volební právo. Státní občanství se dědí v mužské linii. V zemi je velmi nízká nezaměstnanost – méně než 3 %. Úředním jazykem je italština. Turistů je na území San Marina téměř 19krát víc než místních obyvatel.

### Náboženství
San Marino je převážně katolický stát, tuto víru vyznává více než 97 % populace. Další zastoupení má např. protestantství 1,1 %, bez vyznání 0,7 % a židé 0,1 %. Římskokatolická církev v San Marinu je řízena vikariátem republiky San Marino, zahrnující území celého státu, které se dělí na 12 farností a je součástí italské diecéze sanmarinsko-montefeltrské. Tato diecéze je sufragánem (podřízenou) Arcidiecéze Ravenna-Cervia, ta je v Církevní oblasti Emilia-Romagna.
První zmínka o židovské přítomnosti v San Marinu pochází z druhé poloviny 14. století. Židé byli ve středověku povinni nosit zvláštní odznak, avšak byli chránění vládou. Tato tradice se uplatnila i za druhé světové války, kdy se San Marino stalo útočištěm pro tisíce italských židů, a ovšem i pro mnoho pronásledovaných Italů. Přesto se v roce 2012 k židovské víře hlásilo již jen asi 30 osob.

## Doprava

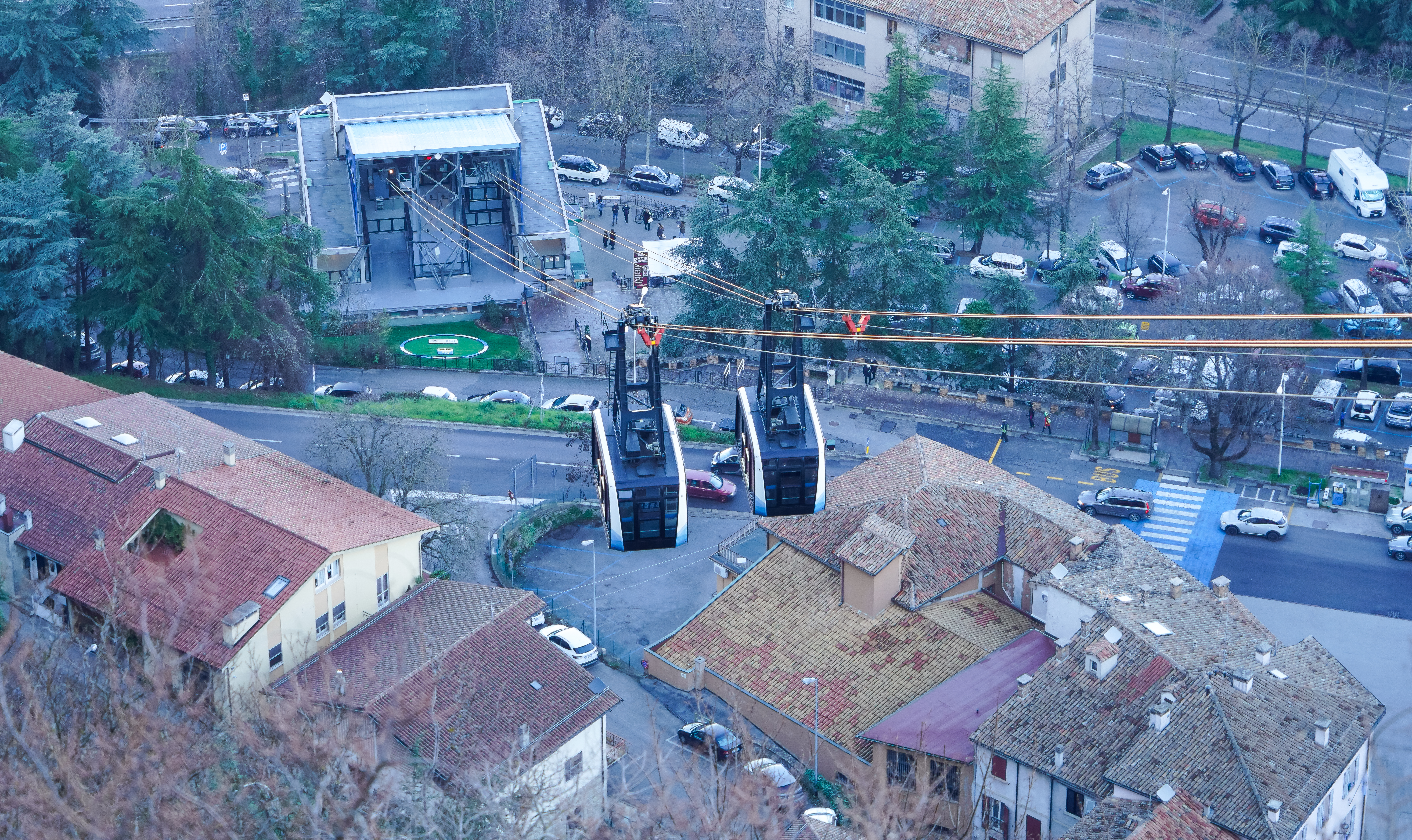
Lanovka na Monte Titano

V San Marinu je 220 km silnic. Není zde veřejné letiště, ale malé soukromé letiště je u obce Torraccia a heliport v druhém největším městě Borgo Maggiore. Většina turistů přilétá na mezinárodní letiště Federico Fellini jižně od Rimini a do země přijíždí autobusem.
Železnice zde neexistuje, ačkoliv před 2. světovou válkou vedla z obce Valdragone úzkorozchodná trať do Rimini. Ta byla dána do provozu 12. června 1932, ale byla zničena během britského náletu 26. června 1944. Mnoho pozůstatků, jako mosty, tunely a stanice, je zachováno dodnes. Tři tunely jsou i osvětleny a slouží pro pěší turisty.
Z Borgo Maggiore vede 1,5 km dlouhá lanovka na nejvyšší horu Monte Titano (756 m n. m.). Má dvě kabiny a jezdí každou čtvrthodinu po celý den. Zemí protékají dvě řeky, ale není zde žádná vodní doprava či přístav.

## Ekonomika

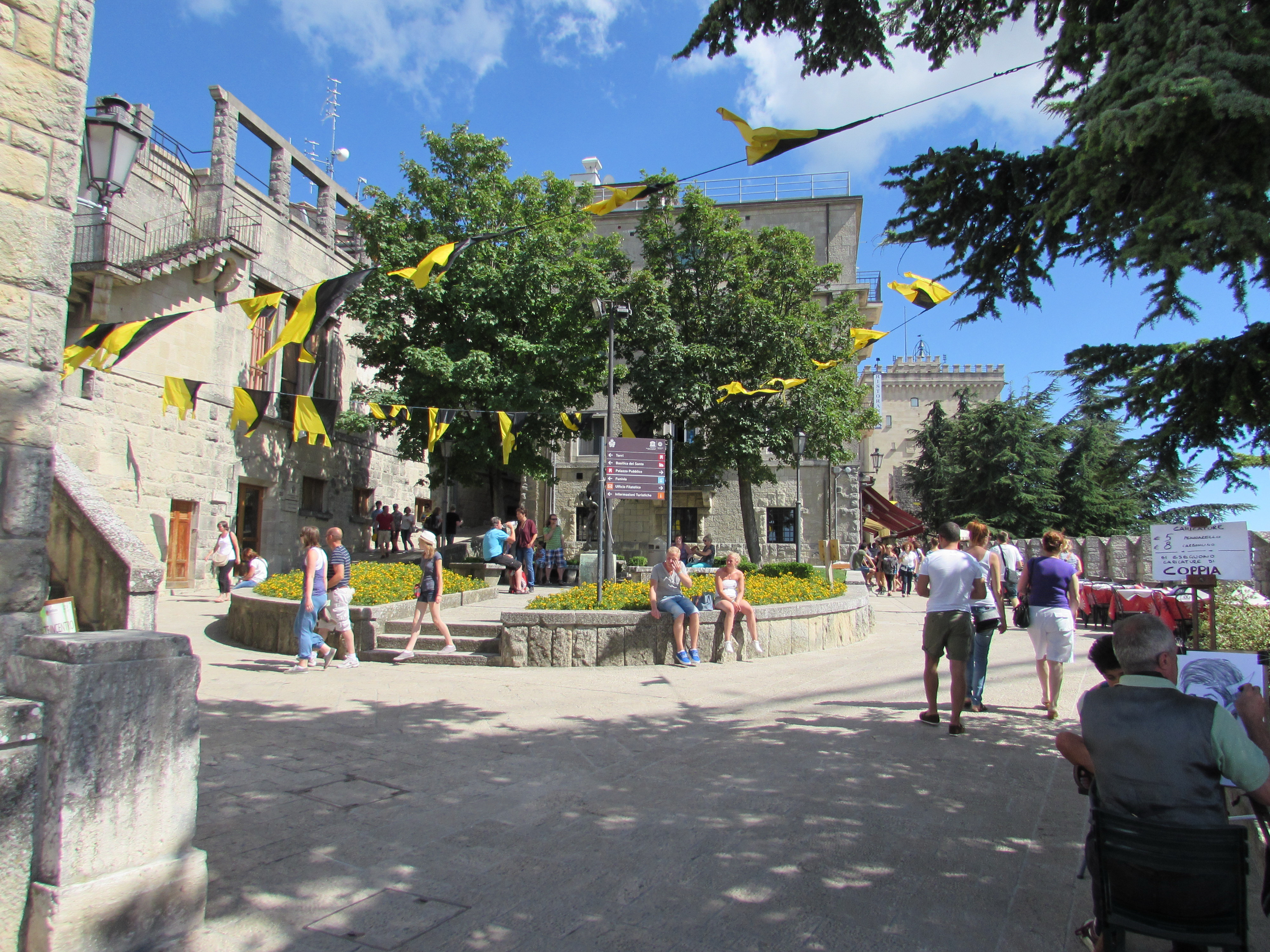
Cestovní ruch je pilíř ekonomiky

Přestože není San Marino členem Evropské unie, používá jako měnu euro (vzhledem k tradiční měnové unii s Itálií) a od roku 2002 funguje i celní unie s EU.
Ekonomika San Marina byla v minulosti založena na zemědělství, lesnictví a těžbě kamene. Zemědělství má však dnes již jen nepatrný význam. Pěstuje se obilí, vinná réva a olivy. Také role těžby kamene, jediného sanmarinského přírodního zdroje, poklesla. Ve druhé polovině 20. století se San Marino specializovalo na cestovní ruch a služby s ním spojené. V posledních letech je velmi populární například kongresová turistika. Celkem cestovní ruch tvoří v San Marinu 62,24 % HDP. V roce 1997 navštívilo San Marino více než 3,3 miliony turistů. Další příjmy pocházejí z bankovnictví, v San Marinu funguje dvanáct bank (Banca di San Marino, Asset Banca, Credito Industriale Sammarinese, Cassa di Risparmio della Repubblica di San Marino aj.) a více než 50 dalších finančních společností. Existuje zde také průmyslová výroba (stavební hmoty, textil, dřevozpracující a nábytkářský průmysl, elektronika) a udržuje se také tradiční řemeslná výroba. Nikoli nevýznamné příjmy státu pocházejí z vyhledávané produkce filatelistické a numismatické.
San Marino má zvláštní daňový systém - například nově založené obchodní společnosti mají prvních pět let své existence slevu na dani z příjmu ve výši 50 %, což značí, že platí daň ve výši pouhých 8,5 %. I po uplynutí pětileté lhůty je však rovná daň 17 % z čistého zisku, již firmy platí, jedna z nejnižších v Evropě. Jinak je tomu ovšem u fyzických osob (rezidentů i nerezidentů), ty jsou daněny více a progresivně (danění roste s výší příjmů). San Marino si od toho slibuje, že lidé budou vydělané peníze investovat do podnikání, nechce mít status daňového ráje (jako třeba Monako). Sanmarinská vláda s pověstí daňového ráje systematicky bojuje, uzavřela proto již řadu smluv o výměně informací v daňové oblasti (dle standardů OECD přijatých v roce 2005)..
Klíčovým obchodním partnerem San Marina je z pochopitelných důvodů Itálie (dovoz 78,8 %, vývoz dokonce 86,7 %; údaje k roku 2016). Druhou nejčastější destinací exportu je Švýcarsko.
San Marino patří k nejbohatším státům Evropy. Má jeden z nejnižších státních dluhů v EU který se dlouhodobě pohybuje pod 60 % HDP. Zajímavostí je, že až 95 % obyvatel San Marina nemá žádné oficiální dluhy (například úvěry, hypotéky apod.), což je i ve světovém měřítku unikát.

## Kultura

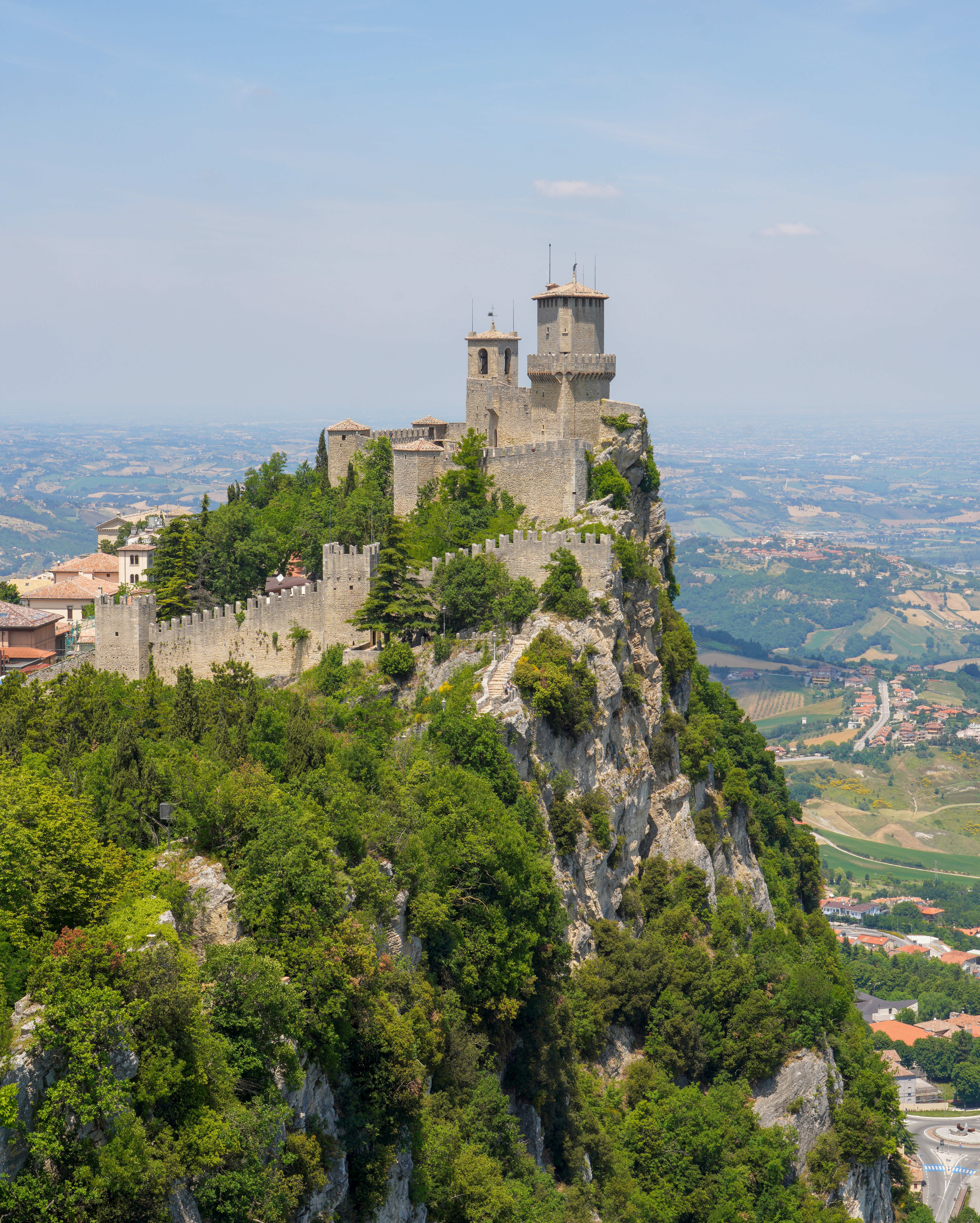
Pevnost La Guaita

Občanem San Marina byl fyzik Luciano Maiani, známý svou předpovědí kvarku c. V roce 1985 byla v San Marinu zřízena univerzita (Università degli Studi della Repubblica di San Marino).
Velmi ceněny jsou sběrateli sanmarinské poštovní známky, které se tisknou jen pro vnitrozemské potřeby. Sanmarinská pošta vznikla roku 1607 a je označována za první veřejnou poštovní službu světa. Již roku 1877 začalo San Marino, jako první z malých evropských států, vydávat vlastní známky (od roku 1894 pak tzv. ceniny). Řadu známek, cenin a mincí pro San Marino navrhli světoznámí umělci, mezi nimi např. El Greco nebo Renato Guttuso.
Nejvýznamnějšími památkami San Marina jsou tři pevnosti - La Guaita (z 11. století), La Cesta (ze 13. století) a Il Montale (ze 14. století). Právě tyto pevnosti jsou zobrazeny ve státním znaku a tedy i na státní vlajce. V La Cesta se nachází muzeum historických zbraní. Další významnou budovou je Palazzo Pubblico, před níž každou hodinu dochází ke střídání stráží v historických uniformách, což je oblíbená atrakce pro turisty. Celé historické centrum města San Marina a Monte Titano byly společně zapsány na seznam světového dědictví UNESCO. Nejvýznamnější sakrální stavbou je Basilica di San Marino.
Nejznámějším představitelem sanmarinské populární hudby byl zpěvák vystupující pod jménem Little Tony (pravým jménem Antonio Ciacci), který v 50. letech 20. století dosáhl jisté proslulosti v Itálii (kde byl přezdíván „italský Elvis“), ale i v Británii. V roce 1961 skončil druhý na festivalu v Sanremu. Na soutěži Eurovision Song Contest reprezentovala San Marino již čtyřikrát zpěvačka Valentina Monetta.
San Marino provozuje i dvě veřejnoprávní instituce RTV San Marino a Radio San Marino. Televize RTV San Marino vysílá v HD přes pozemní vysílače a na území Itálie, a také přes satelit HotBird. Rozhlas Radio San Marino je dostupný přes FM v San Marinu a okolí včetně města Rimini a rovněž na satelitu. 

## Sport
Velkým přelomem v dějinách sanmarinského sportu se staly olympijské hry v Tokiu konané roku 2021. San Marino na nich získalo nejen svou historicky první medaili, ale do konce her rozšířilo svou mladou olympijskou sbírku hned na tři cenné kovy. Střelkyně Alessandra Perilliová, jež má na svém kontě i třetí místo ze světového a evropského šampionátu, nejprve získala bronzovou olympijskou medaili z trapu. San Marino se díky ní stalo nejmenší zemí v historii, jež získala olympijskou medaili. Záhy pak Perilliová ve smíšeném trapu, ve dvojici s Gianem Marcem Bertim, přidala stříbro, a stala se tak zdaleka nejúspěšnějším sanmarinským sportovcem historie. To, že sanmarinská střelba je na vysoké úrovni, dokládá i výkonnost Alessandřiny starší sestry Arianny Perilliové, jež má na kontě dvě zlata z mistrovství Evropy. Nicméně San Marino se na tokijské olympiádě dočkalo ještě jednoho bronzu, který zajistil zápasník Myles Amine.

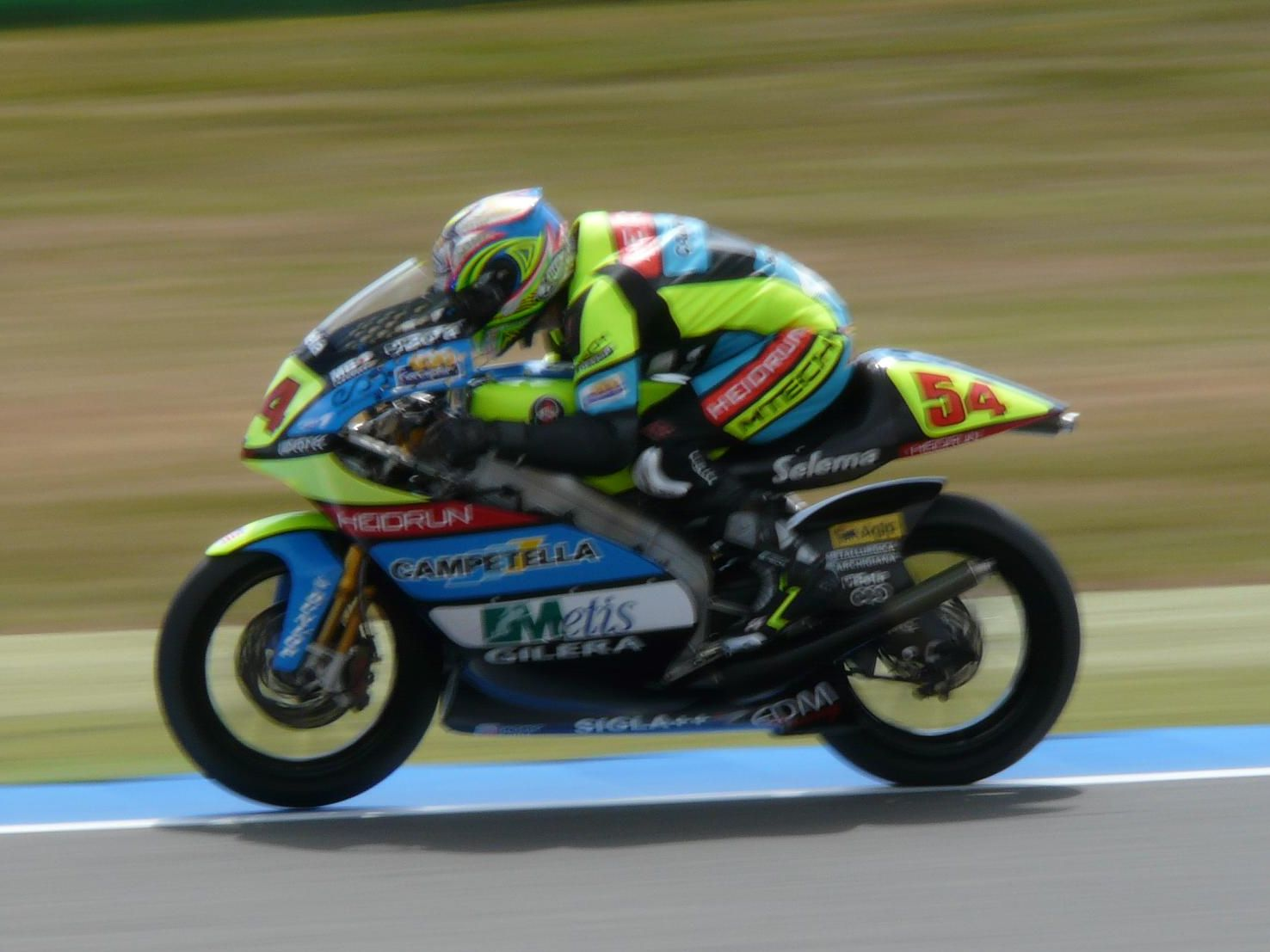
Manuel Poggiali roku 2008

Před „zázrakem v Tokiu“ dosahovali Sanmariňané největších úspěchů v motocyklovém sportu. Manuel Poggiali vyhrál v letech 2001 (125 ccm) a 2003 (250 ccm) mistrovství světa silničních motocyklů. Jeho kolega Alex de Angelis skončil v šampionátu druhý v roce 2003 (125 ccm) a třetí v roce 2007 (250 ccm).
V roce 2003 byl nejlepším fotbalistou San Marina všech dob vyhlášen Massimo Bonini, který získal v roce 1983 cenu Bravo pro nejtalentovanějšího mladého fotbalistu Evropy, a připsal si řadu úspěchů v dresu Juventusu Turín, mj. s ním vyhrál Pohár mistrů evropských zemí v roce 1985.
San Marino Baseball Club patří k nejlepším baseballovým týmům Evropy, je to vítěz Poháru mistrů evropských zemí z let 2006, 2011 a 2014. Hraje italskou ligu, kterou již čtyřikrát vyhrál.
Největší sportovní akcí, která byla se San Marinem po mnoho let (1981-2006) spojována, byl závod seriálu Formule 1 zvaný Grand Prix San Marina. Navzdory názvu se ovšem akce nekonala přímo na území San Marina, všech 26 ročníků se jelo na okruhu Autodromo Enzo e Dino Ferrari, jež se nachází v italském městě Imola, vzdáleném od San Marina 100 kilometrů. Přidělení závodu San Marinu mělo tu příčinu, že každý závod seriálu má přináležet jiné zemi a Grand Prix Itálie se konala již v Monze. Spjatost San Marina se závodem a zejména automobily Ferrari byla však velká, v San Marinu se nachází druhé největší muzeum vozů Ferrari na světě, ( v současné době dlouhodobě uzavřeno - možná na vždy?) jež je velkou turistickou atrakcí, a sedminásobný vítěz Velké ceny Monaka, německý automobilový závodník Michael Schumacher, byl roku 2003 jmenován zvláštním mezinárodním velvyslancem a reprezentantem San Marina.
Na Stadio Olimpico di Serravalle se v roce 2019 hrála některá utkání mistrovství Evropy ve fotbale hráčů do 21 let.